# Hästtjärnen (Burträsks socken, Västerbotten)
Hästtjärnen är en sjö i Skellefteå kommun i Västerbotten och ingår i Rickleåns huvudavrinningsområde.